# ليام سميث (ملاكم)
ليام سميث (بالإنجليزية: Liam Smith)‏ مواليد 28 يوليو 1988 في ليفربول، مرزيسايد، إنجلترا، هو ملاكم محترف بريطاني. حقق بطولة منظمة الملاكمة العالمية.

## إحصائيات
خاض خلال مسيرته 29 نزالا، فاز في 26 وتعادل في 2 وخسر في 1. فاز بالضربة القاضية في 14 نزالا.

## روابط خارجية
- ليام سميث على موقع بوكس ريك (الإنجليزية) (registration required)